# خاندان آکاماتسو
خاندان آکاماتسو (به ژاپنی: 赤松氏 Akamatsu-shi) یکی از خاندان‌های سامورایی در ژاپن است.
تئوری‌هایی وجود دارد که نشان می‌دهد خاندان شینمن از نسل فوجیوارا سانتاکا ("شجره خانواده توکودایجی")، یکی از وابستگان خاندان آکاماتسو، خاندان کینوگاسا، و شاخه ای از خاندان هیراتا ("چوکو کیزو") است.